# Alex Rosenberg
Alex Rosenberg (Short Hills, Nueva Jersey, 20 de septiembre de 1991) es un jugador de baloncesto estadounidense que actualmente se encuentra sin equipo. Con 2,01 metros de estatura, juega en la posición de alero.

## Trayectoria deportiva

### Universidad
Jugó cuatro temporadas con los Lions de la Universidad de Columbia, en las que promedió 11,7 puntos, 4,1 rebotes y 1,7 asistencias por partido, En 2014 fue incluido en el mejor quinteto de la Ivy League. Se perdió la temporada 14-15 entera debido a una lesión. Acabó como el sexto máximo anotador de la historia de su universidad, con 1430 puntos.

### Profesional
Tras no ser elegido en el Draft de la NBA de 2016, firmó por una temporada con el Maccabi Kiryat Gat de la Ligat ha'Al de Israel.